# Systemd
Het opensourceprogramma systemd is een vervanger voor de init-daemon op Linux. Het is een systeem om services te starten en te stoppen. Systemd zou efficiënter zijn doordat verschillende services gelijktijdig worden gestart. Het programma wordt geschreven in de programmeertaal C. Systemd is een project van Freedesktop.org.

## Gebruik

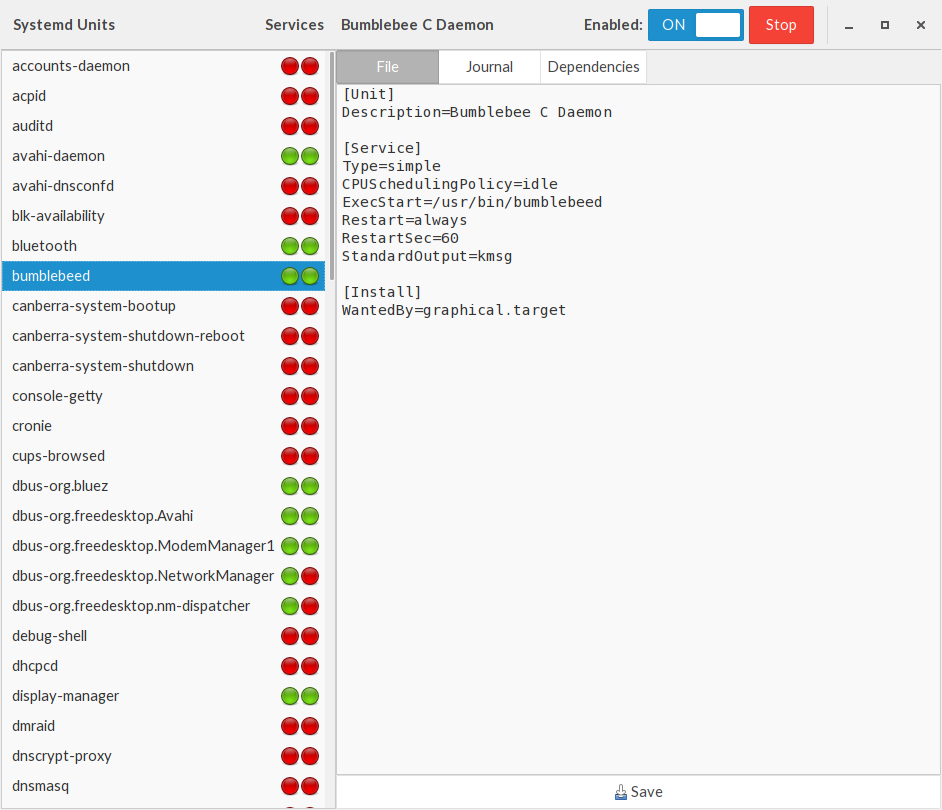
systemd-manager, een tool om systemd te configureren

Systemd wordt standaard gebruikt vanaf Fedora 15, Frugalware 1.5, Mageia 2, Mandriva 2011, openSUSE 12.1, Ubuntu 15.04 en Arch Linux (sinds oktober 2012) in de respectievelijke Linuxdistributies. Systemd-ondersteuning werd in RHEL toegevoegd aan versie 7.

## Kritiek
Systemd heeft meermaals kritiek ontvangen. Zo vond Linus Torvalds dat de hoofdontwikkelaar zich te weinig aantrekt van fouten die ontstaan in systemd. Het ontwerp van systemd heeft aanleiding gegeven tot controverse binnen de vrijesoftwaregemeenschap. Critici stellen dat de architectuur van systemd de Unix-filosofie schendt en onnodig complex is.
Traditioneel gebruikt Unix kleine, voor een taak geoptimaliseerde programma's die naar behoefte in ketens kunnen worden geschakeld. Systemd voert vele taken uit in een groot programma en kan niet of nauwelijks met andere programma's samenwerken.